# Všebor III. de Vinarec
Všebor III. de Vinarec († po roce 1170) byl český šlechtic z rodu Hrabišiců.

## Život
Je zmíněn pouze na listině z roku 1170, kdy dosvědčil darování vsi Bykoš svatováclavské kapli na Pražském hradě. Na listině je uveden s přídomkem „de Vinarec“, což zřejmě znamená, že vlastnil ves Vinařice, ležící nedaleko darované vsi Bykoš. Mohl být vnukem Hrabiše I. Hrabišice a hypotetickým bratrem Gerarda Hrabišice, Hrabiše II. Hrabišice a Kojaty III. Hrabišice. Mohl být také otcem Hrabiše III., Slavka I. a Boreše I. Hrabišice.